# المساويح (حبيش)

تعديل مصدري - تعديل

المساويح محلة تابعة لقرية ذى شوح، التابعة لعزلة التفادي بمديرية حبيش إحدى مديريات محافظة إب في الجمهورية اليمنية، بلغ تعداد سكانها 49 حسب تعداد اليمن لعام 2004.